# Danish Audiophile Loudspeaker Industries
 For alternative betydninger, se DALI.
DALI står for Danish Audiophile Loudspeaker Industries, et Dansk firma der producerer Hi-Fi og High-End højtalere. Firmaet blev grundlagt i 1983 af Peter Lyngdorf, som et forsøg på at tilfredsstille en stadigt stigende efterspørgsel på kvalitetslyd fra Hi-Fi entusiaster.
DALI højtalere er traditionelt kun blevet solgt i Skandinavien, men firmaet har ambitiøse planer om at være blandt de største højtaler producenter i verden. I 2004, var DALI repræsenteret i mere end 40 lande over hele verden.

## Produkter
Et af de bedst kendte DALI produkter er DALI MegaLine serien, der består af high-end højtalere.
En anden kendt DALI højtaler er Blue serien, der blev produceret mellem 1980 og 2000.
| 1. Generation | 2. Generation | 3. Generation |
| ------------- | ------------- | ------------- |
|               |               | Blue 1001     |
| Blue 102      | Blue 202      | Blue 2002     |
| Blue 103      |               |               |
| Blue 104      | Blue 505      | Blue 5005     |
|               | Blue 606      | Blue 6006     |
|               | Blue 808      | Blue 8008     |
| Blue 107      |               |               |
| Blue 109      | Blue 909      |               |

DALI Concept 10 er en meget stor gulvhøjtaler der er over 1.3 m. høj og vejer 35 kg. Den har to 10 tommer store basenheder, en 6.5 tommer mellemtone og en diskantenhed. Concept serien er Blue seriens efterfølger.
| Model          | Type      |
| -------------- | --------- |
| Concept 1      | Front/Bag |
| Concept 2      | Front/Bag |
| Concept 6      | Front     |
| Concept 8      | Front     |
| Concept 10     | Front     |
| Concept Center | Center    |
| Concept Sub    | Subwoofer |

DALI Mentor er en serie der er blevet bygget siden 2006.
| Model        | Type             |
| ------------ | ---------------- |
| Mentor 1     | Front/Bag        |
| Mentor 2     | Front/Bag        |
| Mentor 5     | Front/Bag        |
| Mentor 6     | Front            |
| Mentor 8     | Front            |
| Mentor LCR   | Front/Center/Bag |
| Mentor Sub   | Subwoofer        |
| Mentor Vokal | Center           |

## Eksterne links
- Officiel DALI hjemmeside